# Забастовка в Парагвае (1958)
Всеобщая забастовка в Парагвае 1958 года — первая в истории Парагвая общенациональная всеобщая забастовка, организованная в августе 1958 года. Охватила всю страну и переросла в политическую. Забастовку объявила Парагвайская конфедерация трудящихся (КПТ; «Конфедерация парагвайских трудящихся») с требованиями как экономического (повышение зарплат на 30 % и в целом более справедливая социально-экономическая политика), так и политического характера (всеобщая амнистия для политзаключённых, отмена чрезвычайного положения, гражданские свободы, включая участия в политической и профсоюзной деятельности, созыв учредительного собрания для составления более демократической конституции). Стачка была жестоко подавлена диктаторским режимом Альфредо Стресснера, обрушившим репрессии на рабочее движение.

## Ход событий
Забастовка была организована на фоне внутренней борьбы за власть в партии Колорадо между гражданским крылом, возглавляемым видным интеллектуалом Эпифанио Мендесом Флейтасом, и военно-авторитарными элементами во главе с диктатором страны, генералом Альфредо Стресснером. Руководство КПТ было связано с фракцией Мендеса Флейтаса.
В рамках подготовки к забастовке были сформированы подготовительные стачечные комитеты: один из 96 членов был организован КПТ, а другие — членскими профсоюзами Конфедерации. В поддержку забастовки высказались оппозиционные группы, а также организация Католическое действие (Acción Católica) также выразила поддержку забастовке. 26 августа 1958 года около 10 000 рабочих собрались в центральном офисе КПТ в Асунсьоне на собрание, на котором был избран забастовочный комитет в составе четырех человек.
Призыв к забастовке застал правительство Альфредо Стресснера врасплох. Первоначально оно ответило на подготовку крупнейшей на тот момент в истории Парагвая стачку, предложив КПТ повышение заработной платы на 15 %, но забастовочный комитет отклонил это предложение. К полуночи 26-27 августа 1958 г. была объявлена всеобщая забастовка. Реакция со стороны государства и его репрессивного аппарата была быстрой. Митинг рабочих был разогнан полицейскими, а штаб-квартира профсоюзной конфедерации окружена армией и полицией. Были арестованы более 200 профсоюзных лидеров, в основном из КПТ. Был арестован даже генеральный секретарь КПТ (который, как член парламента, пользовался парламентской неприкосновенностью). Отделения профсоюзов были закрыты.
На этом фоне Стресснер объявил всякую оппозиционность «коммунистическим заговором против свободы, нации, религии и собственности». Лидеры Парагвайской коммунистической партии, такие как Антонио Майдана, Хулио Рохас и Альфредо Алькорта, были схвачены и брошены в тюрьму на два десятилетия.
После забастовки парагвайское рабочее движение оказалось в руинах и без действующего руководства. Правительство захватило контроль над КПТ. В ответ профсоюзные активисты, отправившиеся в политическую эмиграцию в Аргентине, реорганизовали «КПТ в изгнании» (CPT-E). Подавление забастовки и ликвидация возможностей для выражения протеста в легальном поле убедили многих активистов, что единственной действенной мерой сопротивления Стресснеру могла быть только вооружённая борьба. Тем не менее, несмотря на все репрессии, в стране вновь организовывались заметные забастовки в 1961, 1964 и 1967 годах. Все они были подавлены правительством с помощью вооружённых сил.